# إرنست لينتون
إرنست لينتون (17 فبراير 1880 باسكتلندا في المملكة المتحدة - 6 أغسطس 1957) هو لاعب كرة قدم كندي في مركز حراسة المرمى، شارك في الألعاب الأولمبية الصيفية 1904.

## وصلات خارجية
- إرنست لينتون على موقع اللجنة الأولمبية الدولية (الإنجليزية)
- إرنست لينتون على موقع أوليمبيديا (الإنجليزية)
- إرنست لينتون على موقع اللجنة الأولمبية الكندية (الإنجليزية)